# Добре Поле
Добре Поле (чеш. Dobré Pole, хрв. Dobro Polje) је насељено мјесто са административним статусом сеоске општине (чеш. obec) у округу Брецлав, у Јужноморавском крају, Чешка Република.

## Становништво
Према подацима о броју становника из 2014. године насеље је имало 433 становника.